# Грохоцеле (Хунедоара)
Грохоцеле (рум. Grohoțele) насеље је у Румунији у округу Хунедоара у општини Бучеш. Oпштина се налази на надморској висини од 542 m.

## Становништво
Према подацима из 2002. године у насељу је живело 258 становника, од којих су сви румунске националности.